# Plan von Iguala

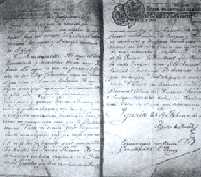
Der Plan von Iguala

Der Plan von Iguala, auch bekannt als Plan Trigarante, wurde am 24. Februar 1821, während des Mexikanischen Unabhängigkeitskrieges, von Agustín de Iturbide, dem späteren Kaiser von Mexiko, und dem Revolutionär Vicente Guerrero verkündet. Er stand unter dem Motto „Religion, Unabhängigkeit und Einigkeit“.
Mexiko war zu dieser Zeit noch Teil Neuspaniens, jener spanischen Kolonie, die sich über Teile der heutigen USA sowie über das heutige Mexiko, Belize, Guatemala, El Salvador, Honduras, Nicaragua, Costa Rica, die Philippinen und die Karibischen Inseln erstreckte. Um den Zustand der kolonialen Abhängigkeit zu beenden, rief der Plan zur Einheit aller sozialen Schichten Mexikos auf, die unter dem Dach einer einzigen Religion, der römisch-katholischen, die Unabhängigkeit der Nation von Spanien erreichen sollten. Das unabhängige Mexiko sollte zur konstitutionellen  Monarchie nach europäischem Vorbild werden. Des Weiteren wurde in dem Vertragswerk die Gleichberechtigung aller Einwohner des Staatsgebietes, unabhängig von Stand und Ethnie, festgeschrieben.
Der Plan de Iguala wurde am 24. August 1821, gemeinsam mit dem zwischen Iturbide und dem spanischen Vizekönig Juan O’Donojú in Córdoba (Veracruz) geschlossenen Vertrag von Córdoba, ratifiziert und weitgehend in die Tat umgesetzt.

## Weblink
- Mexikanische Unabhängigkeit: Plan von Iguala und andere Dokumente (spanisch/englisch)